# Ла-Ріоха (провінція Аргентини)
Ла-Ріо́ха (ісп. La Rioja) — провінція Аргентини, розташована на північному заході країни. Межує з провінціями Сан-Хуан, Сан-Луїс, Кордова і Катамарка, на заході межує з Чилі. Столиця провінції — місто Ла-Ріоха.

## Географія
Рельєф Ла-Ріохи горбистий, більшість провінції займають Пампінські гори. На півдні висоти нижчі, на заході біля кордону з Чилі знаходяться відроги Анд. Найвища точка провінції гора Серро-Бонете (6759 м).

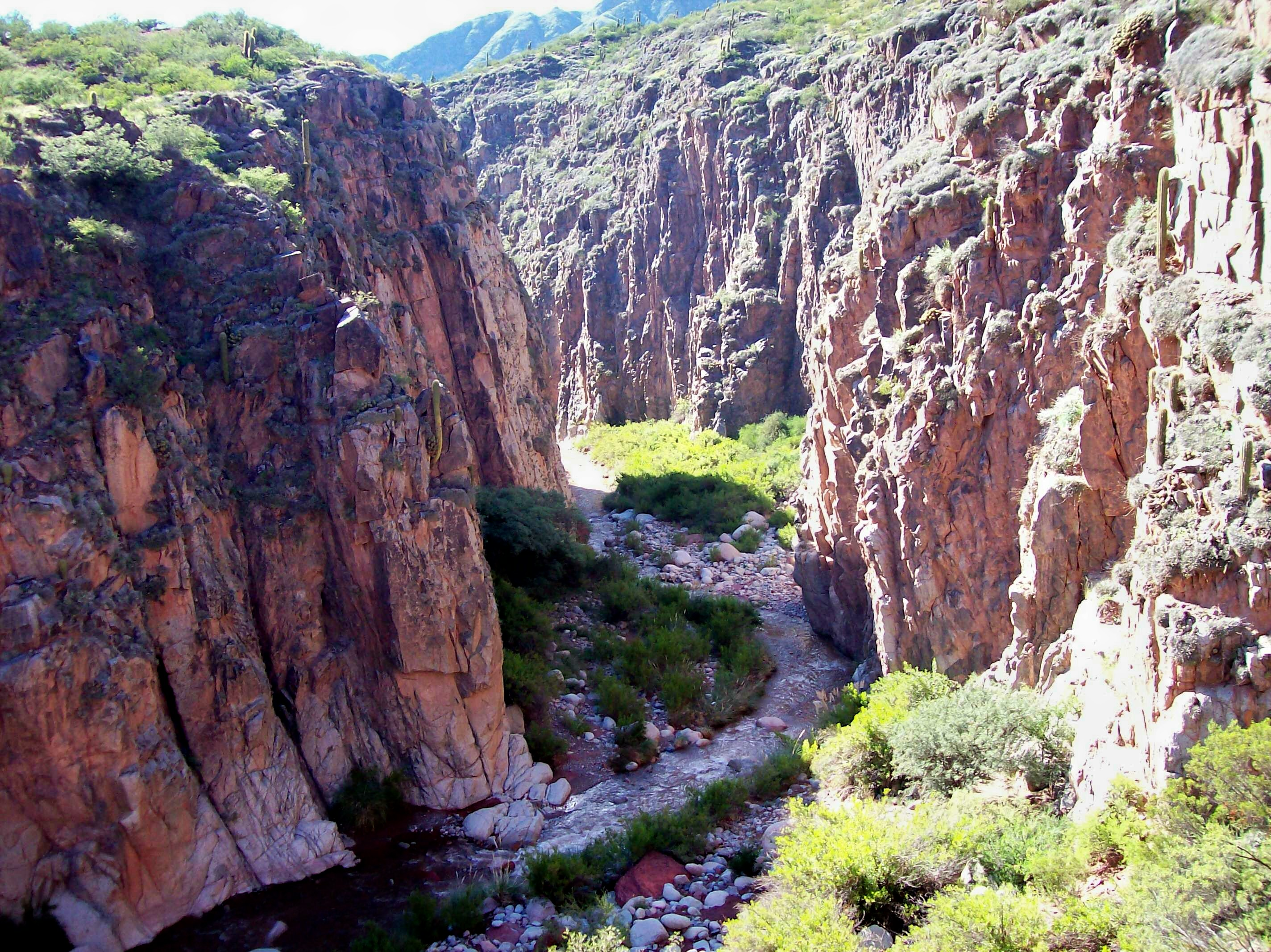
Каньйон Ріо-Міранда
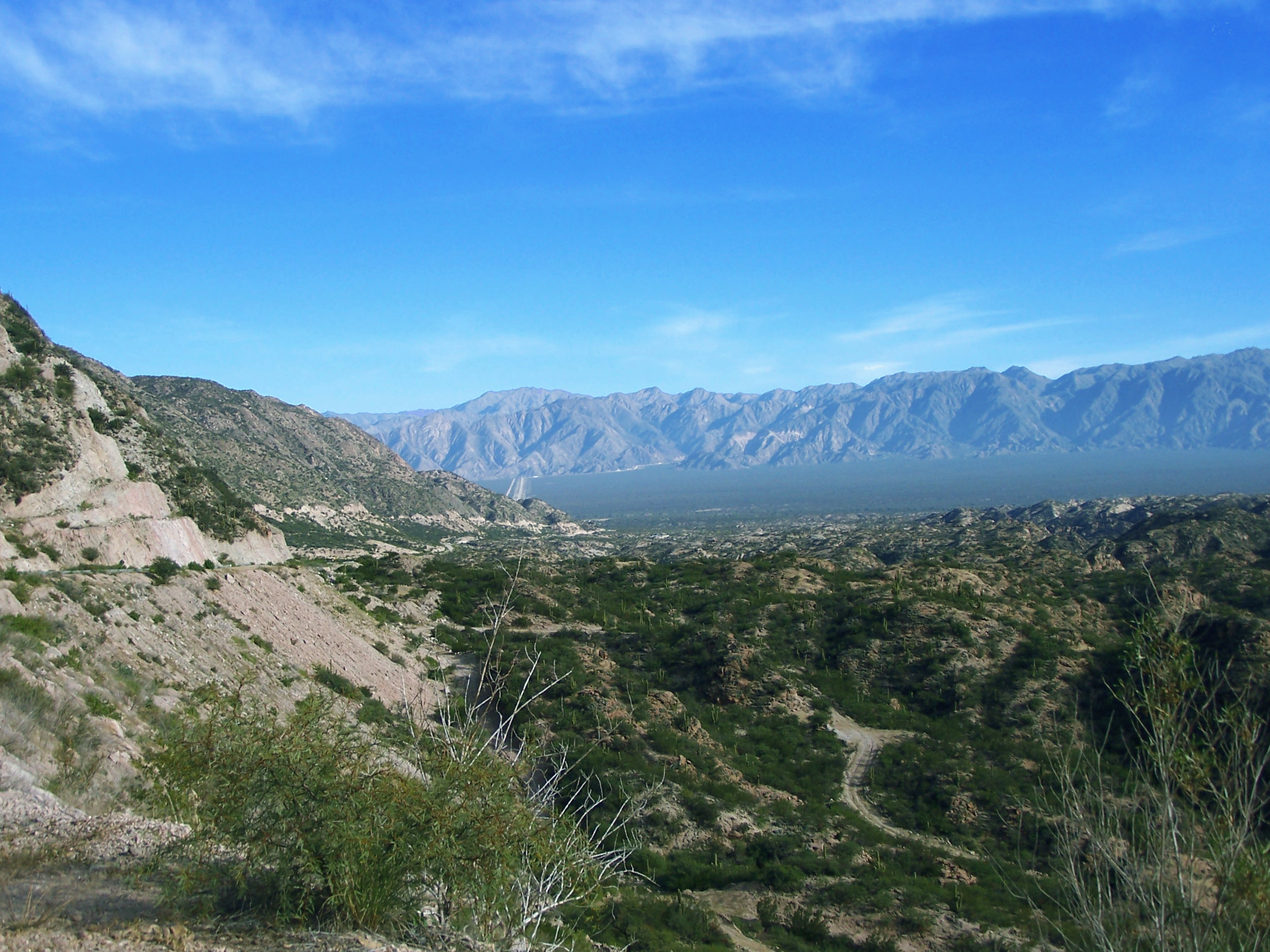
Долина Уако
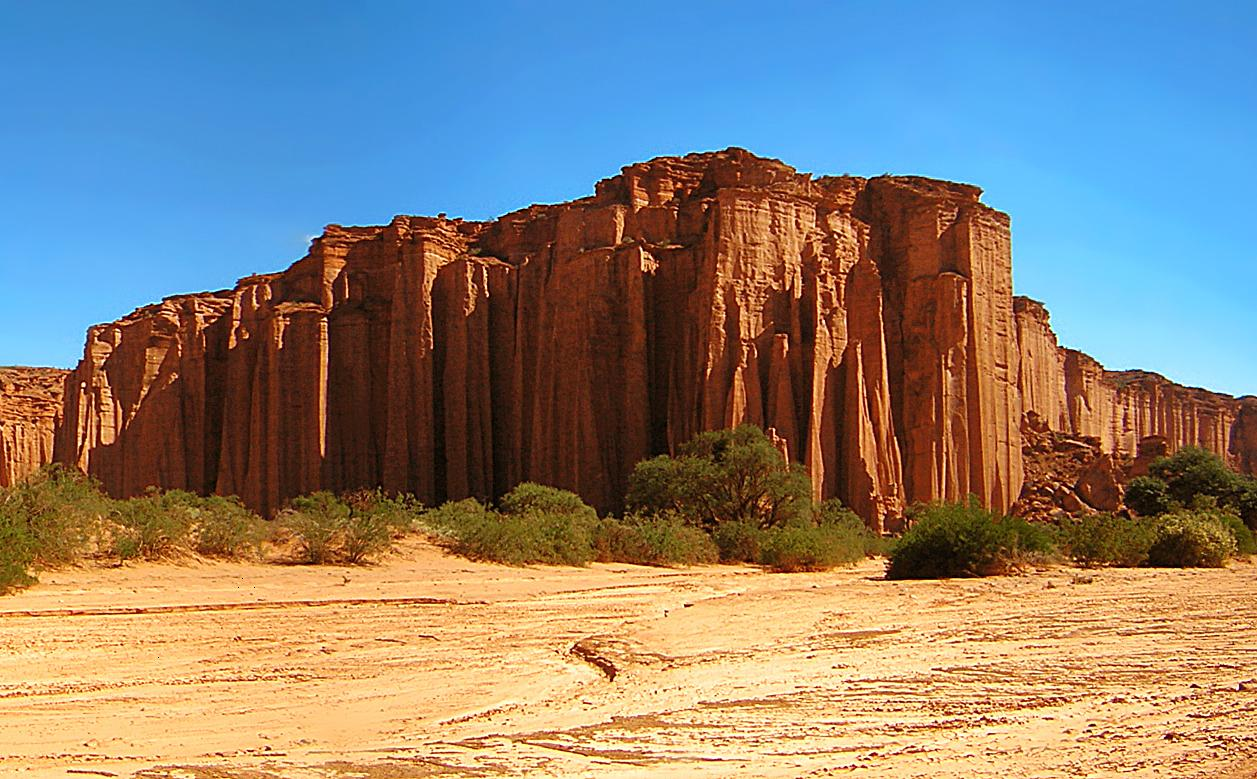
Національний парк Талампая

Клімат Ла-Ріохи напіварідний. Середня річна кількість опадів не перевищує 200 мм.
Через посушливий клімат провінції сільське господарство сильно залежить від місцевих річок. Річки Ла-Ріохи маловодні і характеризуються значними коливаннями рівня води. Найважливішими з них є Санагаста, Абаукан і Десагвадеро.

## Історія

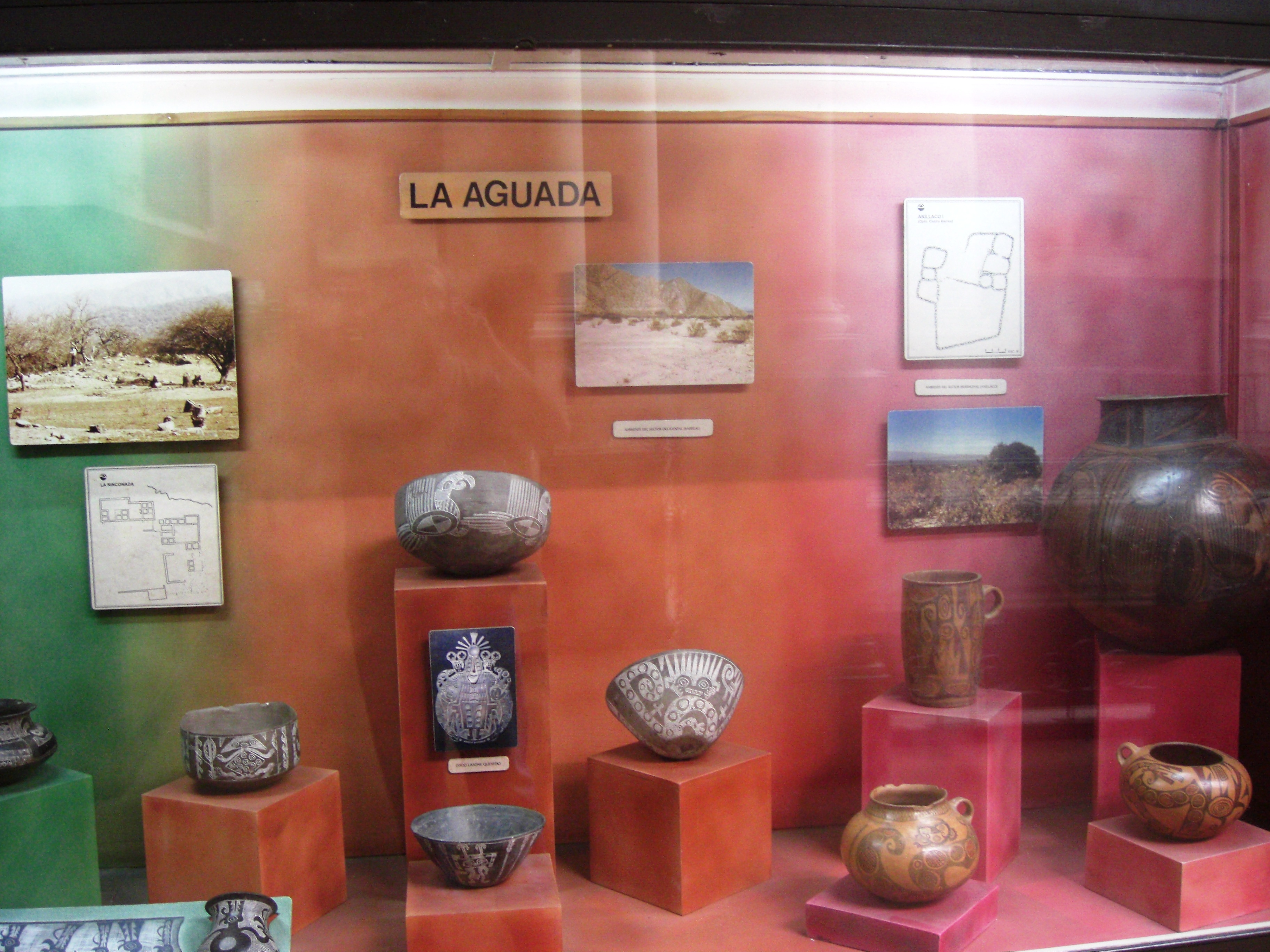
Предмети культури Агвада провінції Ла-Ріоха

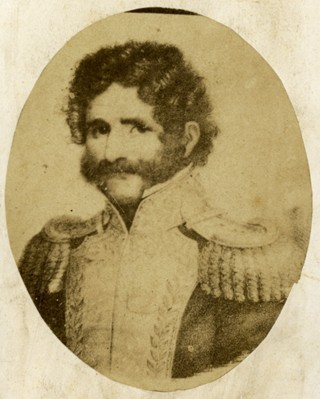
Факундо Кірога

До приходу іспанців територія, де зараз знаходиться провінція Ла-Ріоха, була заселена індіанцями-діагітами. Перші людські поселення тут датуються 7000 р. до н.е.
Під владою Іспанії Ла-Ріоха згідно з указом Карла V спочатку входила до складу Чилі. Після створення віце-королівства Перу 1 березня 1543 року вона відійшла під його юрисдикцію. 
Першим європейцем, що побував у цих місцях, був Хуан Ньєс де Прадо 1553 року. 20 травня 1591 року Хуан Рамірес де Веласко заснував тут перше місто під назвою Тодос-лос-Сантос-де-ла-Нуева-Ріоха як оплот у боротьбі проти місцевих індіанців.
1595 і 1630 року у Ла-Ріосі відбувалися великі повстання індіанців, які були придушені колонізаторами. Війни з індіанцями тривали до 1667 року.
1776 року Ла-Ріоха у складі губернаторства Тукуман увійшла до складу новоствореного віце-королівства Ріо-де-ла-Плата. 5 серпня 1783 року Ла-Ріоха королівським указом була віднесена до інтендантства Кордова-де-Тукуман.
1813 року, після Травневої революції було створено інтендантство Куйо, до якого увійшла частина території колишньої Кордови-де-Тукуману, але Ла-Ріоха залишалася під юрисдикцією Кордови. 1814 року Ла-Ріоха оголосила про свою автономію, але 15 грудня 1817 року її повернули під владу Кордови. 1820 року Ла-Ріоха остаточно стала автономною провінцією.
У 1830—1840-х роках у провінції вирувала громадянська війна. Верховна влада знаходилася у руках каудільйо Факундо Кіроги, Хуана де Росаса та інших. 1853 року провінція увійшла до складу Аргентинської конфедерації, але навіть після цього каудільйо виявляли спротив до 1868 року. Часи каудільйо були застійними для Ла-Ріохи — наприклад, на всю провінцію нараховувалося лише три школи.
Першу конституцію провінції було прийнято 1855 року, у 1866, 1986, 1998 і 2002 роках до неї вносилися зміни.
3 лютого 1881 року були законодавчо встановлені кордони між провінціями Ла-Ріоха і Сан-Луїс.
1972 року було засновано Провінційний університет Ла-Ріохи.

## Економіка
У 1980-х роках у провінції Ла-Ріоха було засновано велику кількість ткацьких, пакувальних, іграшкових, фармацевтичних фабрик і заводів електротоварів. Після зміни уряду і згортання політики сприяння промисловості більшість з цих фабрик закрилися.
Основою економіки Ла-Ріохи зараз є виноградарство. Менше значення мають вирощування горіхів, маслин, жожоби, фруктів і городини. У скотарстві переважає вирощування великої рогатої худоби і кіз.
Основними галузями промисловості є харчова (виноробство, виробництво олії) і шкіряно-взуттєва.
Останніми роками набуває значення туризм, особливо до національного парку Талампая, внесеного до списку Світової спадщини ЮНЕСКО.

## Освіта
| Освіта у провінції Ла-Ріоха (2009) | Освіта у провінції Ла-Ріоха (2009) | Освіта у провінції Ла-Ріоха (2009) | Освіта у провінції Ла-Ріоха (2009) |
| Рівень                             | Навчальних закладів                | Учнів                              | Працівників                        |
| ---------------------------------- | ---------------------------------- | ---------------------------------- | ---------------------------------- |
| Дошкільні                          | 238                                | 14 248                             | 979                                |
| - державні                         | 215                                | 12 208                             | 789                                |
| - приватні                         | 23                                 | 2 040                              | 190                                |
| Початкові                          | 380                                | 44 708                             | 3 711                              |
| - державні                         | 360                                | 40 551                             | 3 387                              |
| - приватні                         | 20                                 | 4 157                              | 324                                |
| Середні                            | 314                                | 35 234                             | 1 294                              |
| - державні                         | 294                                | 30 649                             | 1 156                              |
| - приватні                         | 20                                 | 4 585                              | 138                                |
| Вищі                               | 38                                 | 6 250                              | 283                                |
| - державні                         | 33                                 | 5 931                              | 263                                |
| - приватні                         | 5                                  | 319                                | 20                                 |

## Адміністративно-територіальний поділ
Ла-Ріоха поділяється на 18 департаментів і муніципалітетів. На відміну від більшості провінцій Аргентини, департаменти і муніципалітети Ла-Ріохи це адміністративно-територіальні одиниці одного рівня.
| Арауко                            | Аймоґаста                  |      | 15.367  | 1.992  |  |
| Кастро-Баррос                     | Амінґа                     |      | 4.235   | 1.420  |  |
| Чамікаль                          | Чамікаль                   | 1886 | 13.328  | 5.549  |  |
| Чилесіто                          | Чилесіто                   |      | 49.580  | 4.846  |  |
| Коронель-Феліпе-Варела            | Вілья-Уньйон               |      | 9.725   | 9.184  |  |
| Фаматіна                          | Фаматіна                   |      | 5.845   | 6.371  |  |
| Хенераль-Анхель-Вісенте-Пеньялоса | Тама                       |      | 3.074   | 3.106  |  |
| Хенераль-Бельґрано                | Ольта                      |      | 7.402   | 2.556  |  |
| Хенераль-Хуан-Факундо-Кіроґа      | Малансан                   |      | 4.096   | 2.585  |  |
| Хенераль-Ламадрід                 | Вілья-Кастельї             | 1888 | 1.712   | 6.179  |  |
| Хенераль-Окампо                   | Вілья-Санта-Ріта-де-Катуна |      | 7.139   | 2.135  |  |
| Хенераль-Сан-Мартін               | Улапес                     | 1697 | 4.582   | 5.034  |  |
| Індепенденсья                     | Паткіа                     | 1864 | 2.427   | 7.120  |  |
| Столичнй                          | Ла-Ріоха                   |      | 180.219 | 13.638 |  |
| Росаріо-Вера-Пеньялоса            | Чепес                      | 1886 | 14.186  | 6.114  |  |
| Сан-Блас-де-лос-Саусес            | Сан-Блас                   |      | 3.893   | 1.590  |  |
| Санаґаста                         | Вілья-Санаґаста            |      | 2.330   | 2.165  |  |
| Вінчина                           | Вілья-Сан-Хосе-де-Вінчина  |      | 2.707   | 10.334 |  |